# Datateknik
Datateknik är teknik för utveckling av datorers programvara och maskinvara. 

## Närliggande ämnen

### Datavetenskap
Det akademiska ämnet datateknik överlappar till stor del med datavetenskap. Skillnaden mellan ämnena gäller akademisk kultur och historia snarare än innehåll. Datateknik har vuxit fram i en mer ingenjörsvetenskaplig och tillämpad tradition, på tekniska högskolor, och har större tonvikt på praktisk programutvecklingsmetodik, maskinvara och datornätverk. Datavetenskap har tillkommit i en mer matematisk-teoretisk universitetsmiljö och har större tonvikt på datalogi (innefattande datastrukturer och algoritmer), logik och numerisk analys, men även på tvärvetenskapliga områden, till exempel människa–datorinteraktion. Notera att datateknik inte saknar matematisk grund, men den bygger på ingenjörsmatematik snarare än logisk bevisföring.

### Datorteknik
Ämnet datorteknik är ett underområde till elektroteknik (nära relaterat till digitalteknik) såväl som till datateknik, och behandlar datorarkitektur, assemblerprogrammering, maskinvarunära programmering av inbyggda system, med mera. 
Ämnet datorteknik översätts till computer engineering på engelska. Ämnet datateknik översätts av vissa svenska lärosäten till computer science and engineering, av andra till computer engineering, och kan således sammanblandas med datorteknik.  I andra länder är computer engineering vanligen smalare och mer ovanligt som akademiskt ämne än computer science (datavetenskap eller datalogi). I Sverige är kurser och examina inom datateknik ungefär lika vanliga som inom datavetenskap, och är särskilt vanligt inom ingenjörsutbildningar, medan datorteknik är mindre vanligt.

### Informatik och systemvetenskap
Systemvetenskap är närmare informatik, som i Skandinavien är ett tvärvetenskapligt ämne som även sorterar under  samhälls- och beteendevetenskaperna och inte bygger på någon matematisk eller ingenjörsvetenskaplig grund. Notera att på många andra språk står ordet informatik (eller informatics) för datavetenskap. 
Utbildningar i ämnet informatik har i Skandinavien ofta kallats systemvetenskapliga utbildningar, och traditionellt haft fokus automatisk databehandling (ADB) och administrativa system snarare än teknisk databehandling. Det skandinaviska ämnet systemvetenskap motsvarar engelskans information systems. Systemvetenskap ska inte sammanblandas med det engelska begreppet systems science, som istället motsvarar svenskans systemteori, och är ett starkt matematiskt och tvärvetenskapligt ämne. System science har en ingenjörsvetenskaplig motsvarighet i systemteknik, som är ett underområde till elektroteknik.

### Informationsteknik
Termen informationsteknik är bredare än datateknik och omfattar inte bara hårdvara och mjukvara, utan även telekommunikation, användarens roll med mera. Ett närbesläktat område är systemteknik.

## Utbildningar i Sverige
Datateknik är även namnet på flertalet civilingenjörs-, högskoleingenjörs-, teknologie kandidat- och teknologie mastersutbildningar på svenska universitet och högskolor. Den första civilingenjörsutbildningen i datateknik i Sverige startade vid Linköpings tekniska högskola (nu en del av Linköpings universitet) 1975. Sedan dess har flera datateknikutbildningar startats runt om i landet. Dåvarande Högskolan i Luleå numera Luleå tekniska universitet startade en civilingenjörsutbildning i datateknik 1982. 
Johan Håstad blev professor i Teoretisk Datalogi 1992. och Stefan Arnborg professor i datalogi 1982. Båda på Kungliga Tekniska högskolan.